# Snelle Wiel
Toer- en WielerClub Het Snelle Wiel is sinds 1947 een Nederlandse wielersportvereniging uit het Noord-Brabantse Bladel. In de jaren zeventig kreeg de vereniging een toerafdeling. De club organiseert wedstrijden zoals de Acht van Bladel, de Ster van Brabant en toertochten zoals Parijs-Bladel en MTB Appelflappentochten.

## Geschiedenis

### Van spontane koersen naar vereniging
Voor de tweede wereldoorlog werden in Bladel al regelmatig wielerwedstrijden gehouden met deelnemers uit de verre omgeving: sprint- en straatkoersen in het dorp, een grote ronde door de omliggende dorpen, en wedstrijden op een zand/sintelbaantje in de Zwartakkers (die voor de plaatselijke renners verboden waren door mijnheer pastoor). Er was dus een vruchtbare bodem om na de oorlog de spontane activiteiten in een vereniging te bundelen.
TWC Het Snelle Wiel werd op 14 oktober 1947 opgericht in café Groenen, Het Oude Sniedershuis, aan het Marktplein te Bladel. In 1948 werd Louis Roymans de eerste clubkampioen, door een puntenklassement te winnen over 10 zondagse ritten. Marius Romeijnsen won in 1949 de eerste officiële versie van de Acht van Bladel en zou in 1950 het eerste landelijke clubsucces op het NK wielrennen opleveren door het zilver te winnen bij de nieuwelingen. De Acht van Bladel had in datzelfde jaar maar liefst 257 deelnemers.

### Met supporters koersen organiseren
De vereniging kreeg in 1966 een opleving door de fusie met de supportersvereniging van Harrie Schoofs, eind jaren zestig een toonaangevende Nederlandse coureur in de amateurklasse. De initiatiefnemer daarvan, Theo Kraayvanger, werd voorzitter van de vereniging en hij nam nieuwe initiatieven. De eerste Ster van Bladel werd in 1967 georganiseerd als wedstrijd voor amateurs. Deze wedstrijd werd later omgedoopt tot de driedaagse Ster van Brabant.
In 1969 werd Olympia’s Ronde van Nederland naar Bladel gehaald. Van 1969 tot en met 1984 kwam de ronde 14 keer naar Bladel. In 1979 startte de Olympia's Ronde in Bladel met de proloog. Van 1970 tot en met 1972 en in 1977 was Bladel niet alleen finish- en startplaats, maar werd er ook een ploegentijdrit in Bladel verreden. In 1983 en 1984 was dat een individuele tijdrit. De eerste winnaar was de Belg Gustaaf Van Roosbroeck die in 1969 drie etappes won. De laatste winnaars waren de Nederlanders Erik Breukink (etappe) en Jelle Nijdam (tijdrit).
In de jaren zeventig kreeg de vereniging een toerafdeling die toertochten organiseert. Het hoogtepunt daarvan is Parijs-Bladel.

### Jeugdafdeling met toppers in het veldrijden
In 1986 werd bij Het Snelle Wiel na een eerdere poging in de jaren zeventig opnieuw het initiatief genomen tot een actieve jeugdrennersafdeling. Tal van jeugdrenners werden nationaal veldritkampioen in hun leeftijdsklassen. Zo won in 1991 Jean-Pierre Leijten bij de jongens junioren en zijn twee jaar jongere zus Nicolle Leijten bij de vrouwen (van alle leeftijden). Nicolle had een jaar eerder als 14-jarige al zilver gehaald en wist twee jaar later, in 1993, nogmaals goud bij de vrouwen te winnen.
De visie van de vereniging gaat verder dan alleen de sport. Ook de maatschappelijke functie van een sportvereniging wordt onder andere vorm gegeven door (fiets)clinics voor basisscholen, naschoolse-sportopvang (click) en (fiets)technieklessen voor het voortgezet onderwijs. Dit alles heeft ervoor gezorgd dat TWC Het Snelle Wiel in 2012 door de KNWU is uitgeroepen tot 'Wielervereniging van het Jaar'.

## Faciliteiten
Sinds 2007 heeft TWC Het Snelle Wiel een eigen wielrenbaan op Sportpark de Lemelvelden in Hapert met vanaf 2011 een multifunctioneel clubhuis.

## Ledenbestand
In april 2023 had de club ruim 120 licentiehouders, 40 toerrenners en een grote groep vrijwilligers.

### Bekende (oud)renners
- Jan Aling, oud-renner bij o.a. Frisol, won Omloop der Kempen in 1969 en 1973, en de Ronde van Overijssel in 1973.
- Anthony Theus, oud-renner bij o.a. TVM-Polis Direct en AXA Cycling Team, won Omloop der Kempen (1989, 1994, 1995, 2000) en etappes in binnen- en buitenland.
- Nicolle Leijten, oud-veldrijdster en ploegleidster bij Telenet - Fidea Lions, Nederlands Kampioene veldrijden bij de vrouwen in 1991 en 1993
- Theo Eltink, oud-renner van Rabobank en Skil-Shimano, won etappes in de Ronde van de Pyreneeën en de Ronde van de Toekomst
- Corné van Kessel, veldrijder bij o.a. Telenet-Fidea Lions en Intermarché-Wanty-Gobert, Nederlands kampioen bij de beloften in 2010.
- Geert van der Weijst, oud-renner bij CT Jo Piels en 3M, won in drie edities van de Ronde van Gironde een etappe en tweemaal het puntenklassement.
- Twan Castelijns, oud-renner bij LottoNL-Jumbo, won in 2015 de Nederlandse topcompetitie voor beloften.

## Trivia
- Het Snelle Wiel werd in 1984 tweede op het voetbaltournooi voor wielerclubs in Meers-Elsloo.[6]
- De Zeeuws-Vlaamse stad IJzendijke had in 1983 een wielercomité dat ook Het Snelle Wiel heette.[7]
- De Antwerpse Vriendinnen van het Snelle Wiel fietsen en organiseren activiteiten voor goede doelen, zoals Kom op tegen Kanker en Dokters van de Wereld[8]